# Baargaal
Baargaal (també Bargal) és una ciutat de Somàlia, a la regió de Bari, a l'estat autònom de Puntland, amb uns set mil habitants. Puntland la va erigir en capital de districte després del 1998. És un port de la costa a uns quilòmetres al sud del cap Guardafui.
Fou la capital del sultanat de Majeerteen. Com que el sultanat d'Hobyo també era governat per una dinastia majeerteen, sovint se l'anomenà sultanat de Baargaal (sultanat majeerteen de Baargaal; soldanat majeerteen d'Hobyo). Fou bombardejada i arrasada pels italians a finals d'octubre de 1925, i annexionada a la Somàlia Italiana. El 1998 va integrar el nou estat de Puntland. El 30 de maig del 2007 entre una i tres dotzenes de milicians suposats islamistes procedents del sud van arribar a Baargaal en un bot, procedents del sud, i es van enfrontar a les forces locals. L'1, el 2 i el 3 de juny el vaixell americà USS Chafee, va bombardejar les muntanyes properes on se suposava que els islamistes havien establert la seva base.